# Jacques Bernard Hombron
Jacques Bernard Hombron, né le 15 avril 1798 à Paris, mort le 16 octobre 1852, est un chirurgien de marine et un naturaliste français.
Il participe au voyage à bord de L’Astrolabe et de la Zélée à l'expédition de Dumont d'Urville de 1837 à 1840 dont le but est d'étudier la périphérie de l'Antarctique. Il décrit de nombreuses plantes et animaux avec Honoré Jacquinot (1815-1887).

## Distinctions
- Chevalier de la Légion d'honneur (25 janvier 1841).

## Publications
- avec Honoré Jacquinot, Voyage au Pole Sud et dans l'Océanie sur les corvettes l'Astrolabe et la Zélée, Paris, Gide et Cie, 1846.
- Aventures les plus curieuses des voyageurs, coup d’œil autour du monde d'après les relations anciennes et modernes et des documents recueillis sur les lieux, Paris, Belin-Leprieur et Morizot, 1847, in-8o.